# بلدة إيد (مقاطعة لورنس)
بلدة إيد هي واحدة من أربع عشرة بلدة في مقاطعة لورانس، أوهايو، الولايات المتحدة. كان عدد سكان البلدة 875 في تعداد 2010.

## روابط خارجية
- موقع المقاطعة